# Trachyzelotes fuscipes
Trachyzelotes fuscipes är en spindelart som först beskrevs av Ludwig Carl Christian Koch 1866.  Trachyzelotes fuscipes ingår i släktet Trachyzelotes och familjen plattbuksspindlar. Inga underarter finns listade i Catalogue of Life.